# Смерть Марата
Смерть Марата ( фр. La Mort de Marat   або Marat Assassiné ) — картина 1793 року Жака-Луї Давида, на якій зображено друга художника та вбитого лідера французької революції Жана-Поля Марата. Одне з найвідоміших зображень епохи Французької революції Давид написав, коли він був провідним французьким художником-неокласиком, монтаньяром і членом революційного Комітету загальної безпеки. Картина, створена через кілька місяців після смерті Марата, показує, як Марат лежить мертвий у своїй ванні після того, як його вбила Шарлотта Корде 13 липня 1793 року. Історик мистецтва Т. Дж. Кларк назвав картину Давіда першою модерністською роботою за те, що «матеріалом вона брала політичний матеріал, а не трансмутував його». 
Картина знаходиться в колекції Королівського музею образотворчих мистецтв Бельгії . Репліка, створена майстернею художника, виставлена в Луврі.

## Вбивство Марата
Жан-Поль Марат (24 травня 1743 — 13 липня 1793) — один із лідерів монтаньярів, радикальної фракції, що діяла під час Французької революції від періоду терору до термідоріанської реакції. Марат був зарізаний Шарлоттою Корде, жирондисткою і політичною ворогинею Марата, яка звинуватила Марата у вересневій різанині.
Марат страждав від захворювання шкіри, через яке він проводив багато часу у ванні; він часто там працював. Корде смертельно поранила Марата, але вона не намагалася втекти. Пізніше її судили та стратили за вбивство.
Коли його вбили, Марат виправляв коректуру своєї газети L'Ami du peuple . Збережена закривавлена сторінка. На картині записка, яку тримає Марат, є не фактичною цитатою Корде, а вигаданим висловом, заснованим на тому, що могла сказати Корде.

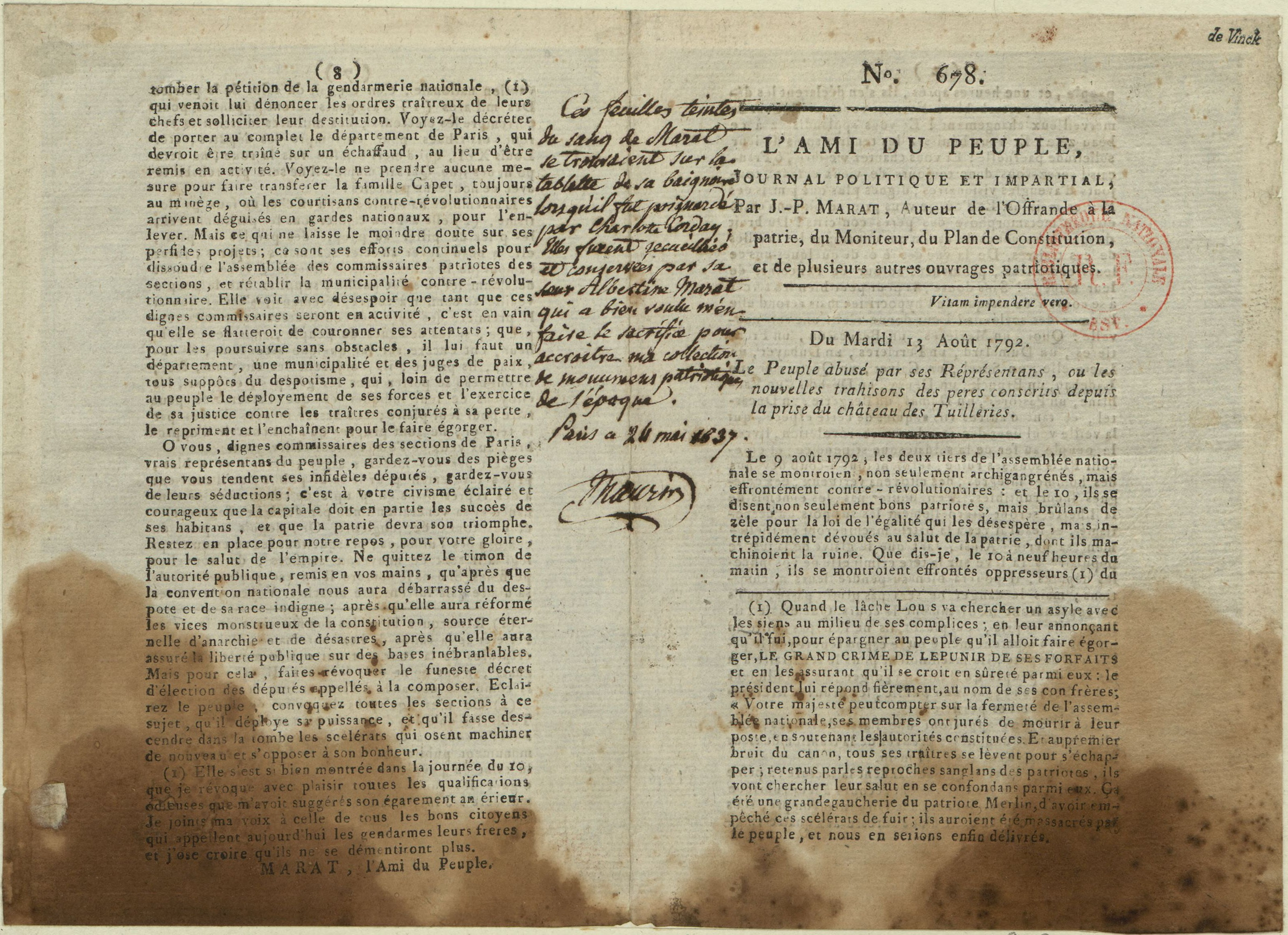
Копія L'Ami du peuple, заплямована кров'ю Марата

## Політика Давида
Провідний французький художник свого покоління Давид був видатним монтаньяром і якобінцем, близьким до Марата та Максиміліана Робесп’єра. Як заступник музейної секції в Національному конвенті, Девід голосував за смерть французького короля Людовіка XVI і служив у Комітеті загальної безпеки, де він брав активну участь у винесенні вироків і ув’язненні, зрештою очолив «секцію des interrogatoires".  Давід також був членом Комітету громадської освіти.

## Стиль

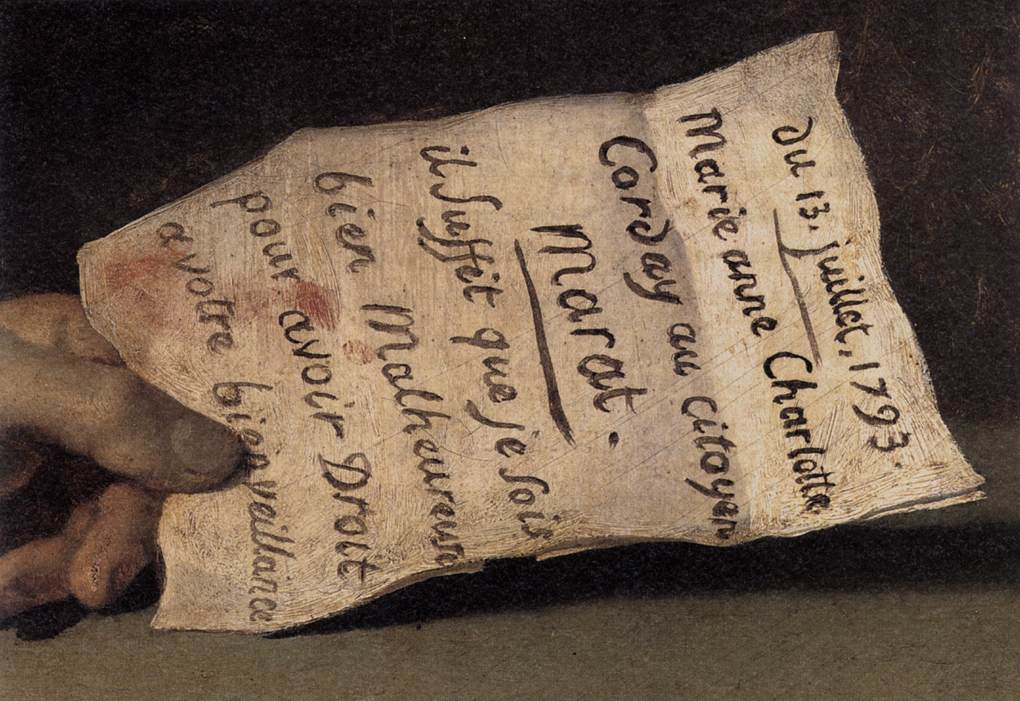
Фрагмент «Смерті Марата», на якому показано папір, який Марат тримає в лівій руці. У листі написано « Il suffit que je sois bien malheureuse pour avoir droit a votre bienveillance », що означає « Враховуючи те, що я нещасний, я маю право на вашу допомогу ».

«Смерть Марата » часто порівнюють із «П’єтою» Мікеланджело, головною подібністю є подовжена рука, що звисає в обох роботах.  Давид захоплювався роботами Караваджо, особливо Покладенням Христа в могилу, яке відображає драматизм і світло Смерті Марата . 
Давід прагнув передати новій Французькій республіці священні якості, які здавна асоціювалися з монархією та католицькою церквою. Він намалював Марата, мученика революції, у стилі, що нагадує християнського мученика, з обличчям і тілом, осяяними м’яким сяючим світлом.

## Пізніша історія

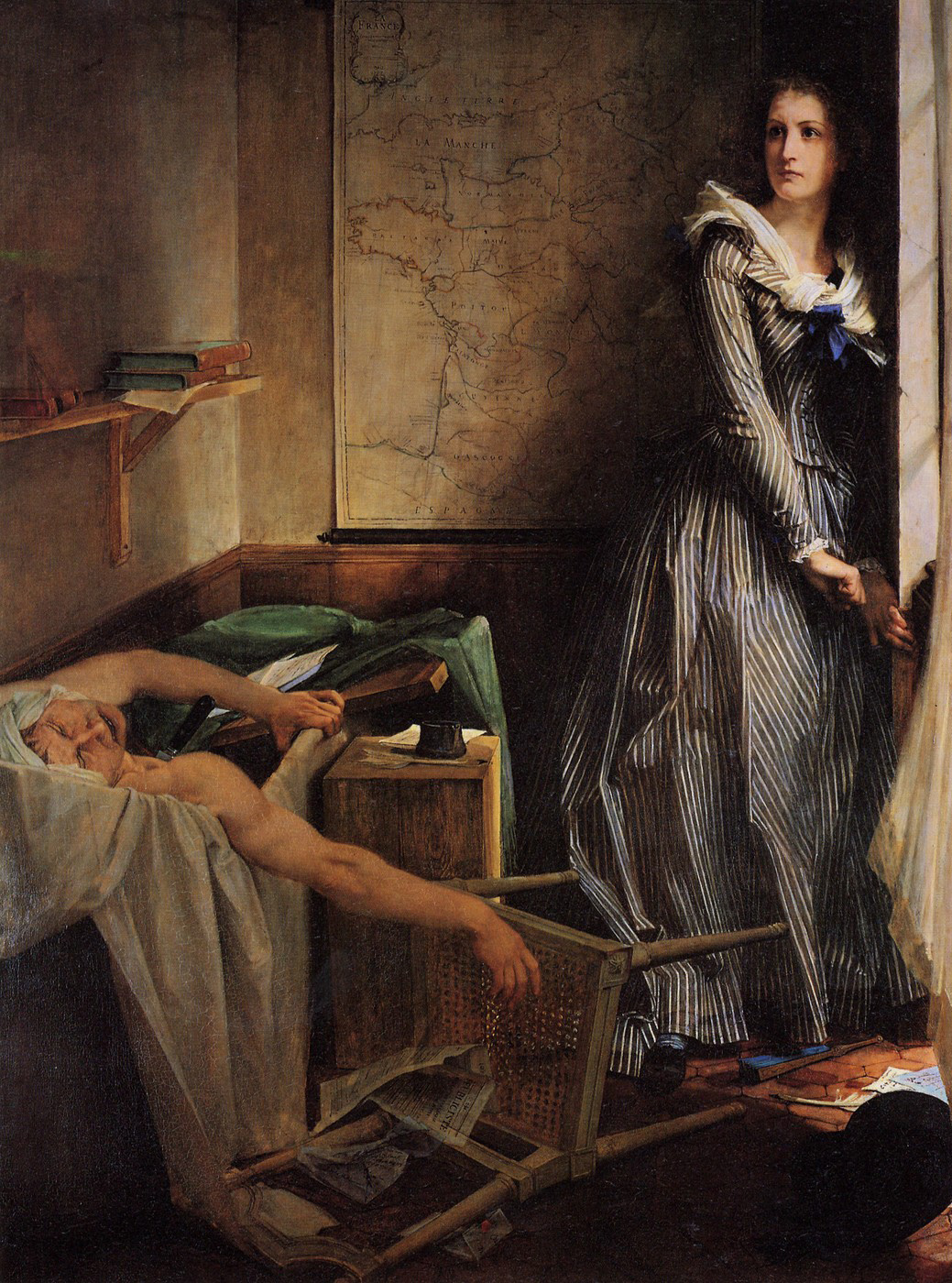
Шарлотта Корде роботи Поля Жака Еме Бодрі, намальована 1860 р.

Кілька копій картини було зроблено учнями Давіда в 1793–1794 роках, коли зображення було популярним символом мучеництва під час правління терору.  З 1795 року до смерті Давіда картина лежала в невідомості. Під час вигнання Давіда в Бельгії його сховав десь у Франції Антуан Гро, найвідоміший учень Давида. 
Інтерес до картини відновився після того, як П’єр-Жозеф Прудон і Шарль Бодлер високо оцінили роботу, побачивши її на Bazar Bonne-Nouvelle у 1845 році. У XX ст. картини Давида надихнули кількох художників (зокрема Пабло Пікассо, Едварда Мунка та Поля Жака Еме Бодрі ), поетів (Алессандро Моццамбані) і письменників (п’єса Пітера Вайсса « Марат/Саде »).  Муніс створив версію, складену з вмісту міського сміттєзвалища, у рамках своєї серії «Pictures of Garbage». 
Лист, зображений на картині, з плямами крові та слідами від води в ванні все ще видно, зберігся й належить Роберту Ліндсі, 29-му графу Кроуфорду . 

## Виноски
1. ↑  Clark, T. J. (2001). Farewell to An Idea: Episodes from a History of Modernism. New Haven: Yale University Press. с. 21. ISBN 9780300089103.
2. ↑  Site officiel du musée du Louvre. cartelfr.louvre.fr. Процитовано 23 вересня 2020.
3. 1 2  Greenhalgh, Michael (1989). David's 'Marat Assassiné' and Its Sources. The Yearbook of English Studies. 19: 162—180. doi:10.2307/3508048. ISSN 0306-2473. JSTOR 3508048.
4. ↑  Greenhalgh, Michael (1989). David's 'Marat Assassiné' and Its Sources. The Yearbook of English Studies. 19: 163. doi:10.2307/3508048. ISSN 0306-2473. JSTOR 3508048.
5. ↑  Wildenstein, pp. 43–59.
6. ↑  Smarthistory [Архівовано 2014-10-18 у Wayback Machine.], David's Death of Marat, accessed 28 December 2012
7. ↑  A Modern Marat. The Wall Street Journal. 16 жовтня 2010.
8. ↑  The Earl of Crawford has the largest collection of French revolutionary manuscripts in Scotland.